# Leila Vaziri
Leila Vaziri (ur. 6 czerwca 1985 w Coral Springs) – amerykańska pływaczka pochodzenia irańsko-niemieckiego, specjalizująca się w stylu grzbietowym.
28 marca 2007 podczas Mistrzostw Świata w Melbourne zdobyła złoty medal na 50 metrów, ustanawiając przy tym rekord świata z wynikiem 28,16 s. W sztafecie 4x100 metrów stylem zmiennym zdobyła srebrny medal.